# Fracció

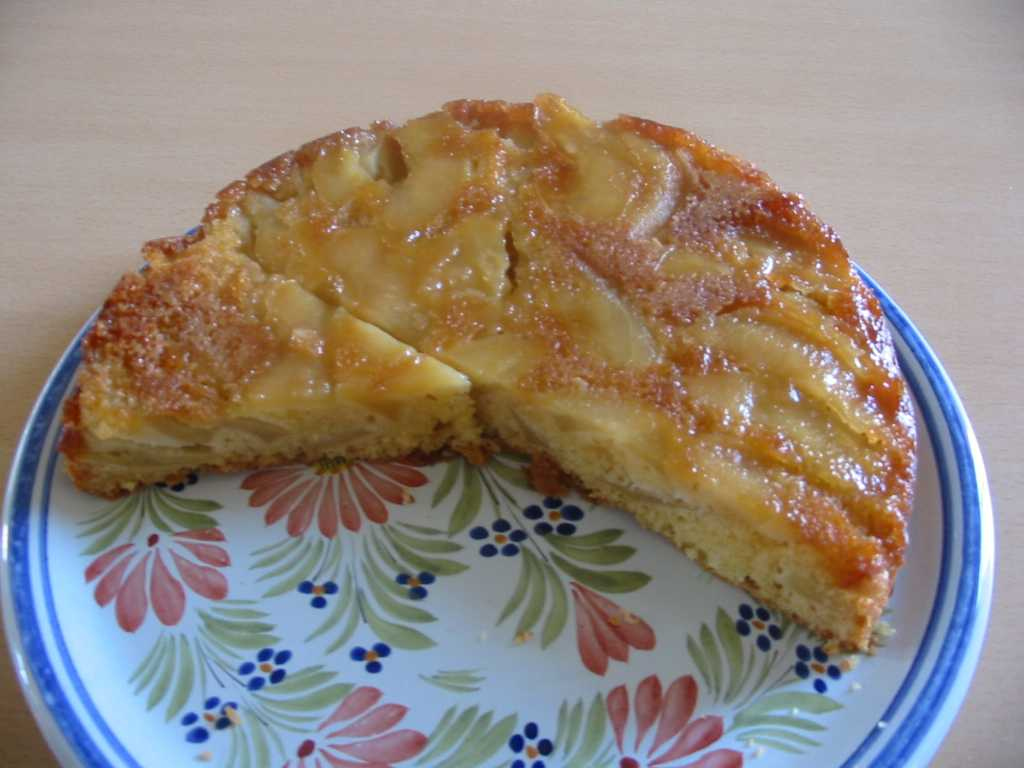
Cinc vuitens de pastís de poma

Un pastís sense una quarta part. Les tres quartes parts restants es mostren amb la fracció fraction 1/4

Una fracció (o fraccionari) (del llatí fractus, 'trencat') representa una part d'un tot o, d'una manera més general, qualsevol nombre de parts iguals. Quan es parla en llenguatge quotidià, una fracció descriu quantes parts d'una certa mida hi ha: per exemple, una meitat, cinc vuitens o tres quarts.
Una fracció «comuna», «vulgar» o «simple» (per exemple, {\displaystyle {\tfrac {1}{2}}} i 2/4) està formada per un numerador enter, que s'escriu a sobre d'una línia (o abans d'una barra), i un denominador enter diferent de zero, que s'escriu sota de la línia (o després de la barra). Els numeradors i denominadors també s'utilitzen en fraccions que no són comunes, entre les quals fraccions compostes, fraccions complexes i numerals mixtos. El numerador representa un nombre de parts iguals, i el denominador, que no pot ser zero, indica quantes d'aquestes parts formen una unitat o un tot. Per exemple, en la fracció 3/4, el numerador (3) indica que la fracció representa 3 parts iguals, i el denominador indica que 4 parts formen el tot.
Els nombres fraccionals també poden ser escrits sense utilitzar numeradors o denominadors explícits, ja sigui usant decimals, signes de percentatge o exponents negatius (per exemple, 0,01, 1% i 10−2 respectivament, els quals són tots equivalents a 1/100). Un enter tal com el nombre 7 es pot interpretar com que té un denominador implícit de u: 7 és igual a 7/1.
Altres usos de les fraccions són per representar proporcions i divisions. Per tant, la fracció 3/4 també s'utilitza per representar la proporció 3:4 (la proporció d'una part respecte del tot) i la divisió 3 ÷ 4 (tres dividit entre quatre).

## Història
A l'antic Egipte, es calculava utilitzant fraccions els denominadors dels quals eren enters positius; són les primeres fraccions utilitzades per representar les «parts d'un enter», per mitjà del concepte de recíproc d'un nombre enter. Això equival a considerar fraccions com: un mig, un terç, un quart,... d'aquí vel el fet que les sumes de fraccions unitàries es coneguin com fracció egípcia. Es pot demostrar, a més, que qualsevol nombre racional positiu es pot escriure com a fracció egípcia. El jeroglífic d'una boca oberta 
| D21 |

 denotava la barra de fracció (/), i un arc numèric esrit sota de la "boca oberta", denotava el denominador de la fracció.
Els babilonis utilitzaven fraccions el denominador del qual era una potència de 60. El sistema xinès de numeració amb varetes permetia la representació de fraccions. Els antics grecs i romans van utilitzar també les fraccions unitàries, utilització que va persistir fins a l'època medieval. Diofant d'Alexandria (segle IV) escrivia i utilitzava fraccions. Posteriorment, es va introduir la «ratlla horitzontal» de separació entre numerador i denominador, i el numerador va deixar de restringir-se al número u, donant a lloc a les anomenades fraccions vulgars o comunes. Finalment, es van introduir les «fraccions decimals», en què el ednominador és una potència de deu.
Es creu que les fraccions decimals eren conegudes pels matemàtics xinesos en el segle I i que va ser d'allà d'on es va estendre el seu ús a mig Orient i a Europa. J. Lennart Berggren va notar que un sistema posicional amb fraccions decimals va ser utilitzat pel matemàtic àrab Al-Uqlidissí en el segle x.
Khwarazmí va introduir les fraccions en els països islàmics en el segle IX. La forma de representar les fraccions provenia de la representació tradicional xinesa, amb el numerador situat sobre del denominador, però sense la barra separadora. Aquesta forma d'escriptura de les fraccions amb un numerador a dalt i el denominador avall, sense una barra horitzontal, va ser utilitzada també en el segle X per Al-Uqlidissí i en el segle XV per Al-Kaixí en la seav obra La clau de l'aritmètica.
Leonardo de Pisa (Fibonaccci) en el seu Liber Abaci (Llibre de l'Àbac), escrit l'any 1202, va exposar una teoria dels nombres fraccionals. Va presentar les fraccions com fraccions egípcies, és a dir, com a suma de fraccions amb numeradors unitaris i denominadors no repetits. A més, va descriure el seu ús i les va desenvolupar dins del marc modern de les sèries matemàtiques.
L'ús modern de les fraccions va ser introduït definitavament per Simon Stevin en el segle xvi.xvi.
| Any          | Esdeveniment                                                              |
| ------------ | ------------------------------------------------------------------------- |
| 1800 a.C.    | Registre d'ús de fraccions per l'Imperi Babilònic.                        |
| 1650 a.C.    | Sistema de fraccions egípcies.                                            |
| 500-600 d.C. | Aryabhata i Brahmagupta van desenvolupar les fraccions unitàries.         |
| 100          | Sistema xinès de càlcul de fraccions amb varetes (Suanpan).               |
| 1202         | Fibonacci difón la notació amb barra per separar numerador i denominador. |
| 1585         | Teoria sobre les fraccions decimals de Simon Stevin.                      |
| 1700         | Ús generalitzat de la línia fraccionària (barra horitzontal o oblíqüa).   |

## Tipus de fraccions
Hi ha molts tipus de fraccions:
- Una fracció comuna és un nombre racional escrit com un enter (el numerador) dividit per un enter no nul (el denominador). Hi ha diverses subcategories de fraccions comunes:
  - Fracció irreductible: Fracció comuna el numerador del qual és enter, el denominador és enter positiu i el màxim comú divisor dels dos és 1 (és a dir, el numerador i el denominador són primers entre si).[8]
  - Fracció pròpia: Fracció comuna que té un valor comprés entre zero i u
  - Fracció impròpia: Fracció comuna major que 1.[9]
  - Fracció unitària: Fracció comuna de numerador 1.
  - Fracció egípcia: Suma de fraccions unitàries.
  - Fracció decimal: Fracció el denominador del qual és una potència de deu. També pot ser una fracció expressada en base 10, en contraposició amb les fraccions binàries i la resta de, que estan expressades en altres sistemes de numeració.
- Fracció mixta: Suma d'un enter i una fracció pròpia. Les fraccions mixtes es poden expressar com a fraccions impròpies.
- Una fracció irracional és, atès que totes les fraccions han de poder ser expressades com a fraccions vulgars, una terme contradictori. Un nombre irracional és, per definició, no racional, és a dir, no pot ser expressat com una fracció vulgar.
- Una fracció contínua és una expressió com aquesta:

{\displaystyle x=a_{0}+{\frac {1}{a_{1}+{\frac {1}{a_{2}+{\frac {1}{a_{3}+\dots }}}}}}}
on els ai són enters positius.
- Fracció composta: Fracció on el numerador o denominador (o els dos) conté al seu torn fraccions.
- Fracció parcial: La que pot usar-se per a descompondre una funció racional.

## Comparació de fraccions
La comparació de fraccions permet determinar, d'una parella de fraccions o més, quina és la que té un valor superior. Es poden donar tres casos:

### Fraccions amb igual denominador
Per fraccions que tenen el mateix denominador s'ha de comparar els numeradors és. La fracció amb major numerador serà més gran.
- Exemple: {\displaystyle {\frac {9}{8}}} i {\displaystyle {\frac {3}{8}}}. La primera fracció és major, ja que 9> 3.

### Fraccions amb igual numerador
De dues o més fraccions que tenen igual numerador és més gran la que té menor denominador.
- Exemple: {\displaystyle {\frac {5}{4}}} i {\displaystyle {\frac {5}{2}}}. La major és {\displaystyle {\frac {5}{2}}}

### Fraccions amb diferent numerador i denominador
Per fraccions amb diferent numerador i denominador, s'han de buscar fraccions equivalents trobant el mínim comú denominador (reduir fraccions a comú denominador) i, a partir d'aquí, seria un problema del primer cas.
- Exemple: {\displaystyle {\frac {2}{4}}} i {\displaystyle {\frac {3}{5}}} El mínim comú denominador és 20, resultant {\displaystyle {\frac {10}{20}}} i {\displaystyle {\frac {12}{20}}}. Com 10 <12, {\displaystyle {\frac {2}{4}}} <{\displaystyle {\frac {3}{5}}}

## Suma de la Art d'Arismètica

### Segueix-se la setena especie, que diem trencats
Aquest apartat comença amb la definició de nombre trencat, fracció: “Nombre trencat és tot ço i quant no és un enter, o lo que ha part d’un enter”.
Tot nombre trencat s'escriurà amb dos nombres, l’un damunt de l’altre amb una ratlla horitzontal al mig, que s'anomena nombrador (el que compta les parts trencades, a dalt) i denominador (que denomina i demostra quines parts trencades són, a baix): “Lo denominador tostemps fa un enter, i lo nombrador demostra les parts trencades que no compleixen a un enter”.
 Ensenyarà a reduir nombres trencats, sumar-los, restar-los, multiplicar-los,dividir-los, abreviar-los i saber-ne el valor: 
Reduir: “Metre diversos nombres trencats de diversos denominadors en un denominador comú a tots per fer-los semblants”. 
En donarà dues regles per a saber-ho fer, una és per a reduir dos nombres trencats i l’altra per reduir-ne molts. Per a reduir-ne dos el que s'ha de fer és, a partir de dues fraccions, posar com a comú denominador el producte dels dos denominadors, i com a nombrador de cada fracció, el nombrador antic multiplicat pel divisor de l’altra fracció. També explica com reduir enter i trencat per trencat, o per enter i trencat, etc. I per a reduir-ne dos o més troba el mínim comú múltiple dels denominadors i arregla cada fracció segons convé. Cal fer èmfasis és en dir que el terme “mínim comú múltiple” no l’utilitza, sinó que per dir que 12 és m.c.m. de 2, 3, 4 i 6 ell diu que 2, 3, 4 i 6 es troben en 12, que explica també com trobar-ho. 
Ajustar: Dos nombres trencats no es poden ajustar si no tenen el mateix divisor, és per això que s'ha ensenyat a reduir. Seguidament ensenya com sumar-los: trobant el m.c.m., que serà el divisor del "trencat suma", i sumant els nombradors una vegada reduïts, que compondrà el nombrador del "trencat suma". 
Restar: Igual procediment que en la suma amb la diferència que enlloc de sumar tots els nombradors reduïts per a obtenir el nombrador del "trencat resta", aquesta vegada es resten. 
Multiplicar: Inicia l’apartat donant-ne el mètode per a fer-ho (el mateix que l'actual) i s'esplaia en gran quantitat d’exemples sobre com multiplicar trencat per trencat, 
enter i trencat per trencat, enter i trencat per enter, etc. 
Dividir: Com que s'ha parlat de multiplicar, ara és indispensable parlar de dividir. Per a dividir un trencat, cal reduir el partidor i la suma (quocient i dividend) amb denominador comú 1. Una vegada fet això es partiran com si fossin enters. Per a donar pràctica del mètode s'adjunta sis exemples segons les diferents variacions que es poden presentar. 
Exemple: Partirem 3 i ¾ per 2/3.
 Primer de tot es redueix l'enter en el seu trencat, dient 4 vegades 3 fan 12, i 3 són 15. Es redueix tot a comú denominador 1 i es diu que 4 vegades 2 fan 8, i de 45 entre 8 en surt 5 i 5/8. 
Abreviar: Per poder abreviar un nombre trencat s'ha d’anar trobant nombres que divideixin tant a nombrador com a denominador, el que vingui de la divisió del nombrador serà el nou nombrador i el que vingui de la divisió del denominador serà el nou denominador. En altres paraules queda explicada la simplificació de fraccions seguida d’algun exemple. 
Donat que ha parlat de multiplicar i de dividir, explica també, com a complement d’aquests apartats, com manipula els nombres si vol doblar o mediar, triplicar, etc. Per a doblar, per exemple, es pot tant multiplicar el nombrador per 2 com dividir el denominador per 2 (respectivament 3 per triplicar). I per a mediar dividim el nombrador per 2 o multipliquem el denominador per 2. En ambdós casos s'explica que si es vol dividir, per exemple per 2, el numerador o el denominador, sigui quin sigui haurà de ser múltiple de 2. 
Saber el valor: Quan es vol saber el valor de qualsevol nombre trencat, cal multiplicar el nombre d’aquell trencat per tant com val l'enter que és, i dividir la multiplicació pel denominador. El que en surti de la divisió serà el valor d’aquell nombre trencat. 
Exemple: “Quant valen ¾ d’1 florí a raó d’11 sous”. 
S'ha de multiplicar el valor del florí, 11 sous, per 3, que és el nombrador. En surten 3 sous, els quals s'han de dividir per 4, que és el denominador. Es té ara 8 sous, i resta 1 sou. Es multipliquen per 12 diners (valor del sou) i es divideixen per 4, aconseguint 3 diners. Llavors s'obté que ¾ de florí valen 8 sous 3 diners. 
Enllestits aquests apartats, ara posarà multitud d’exemples sobre nombres trencats aplicats a les diferents espècies anteriors, perquè quedi clara la pràctica, inclosa la regla de tres: 
Exemple: “Si ½ i 1/3 són ¾ i 1/5 d’una cosa, 2/3 i 3/7 què seran?” 
Per començar la resolució s'han de reduir tots els nombres que donats i l'enunciat s'haurà transformat en “Si 35/42 són 19/20 d’una cosa, 1+4/42 què seran?”. Llavors només cal aplicar la regla de tres, “multipliquem pel contrari i dividim pel semblant”. Obtenint com a resultat: 
{\textstyle 1,2485...=437/350=(24+34/35)/20=1+4/20+34/(35*20)=} “Un enter i 4 vintens i, de les 35 parts d’1 vintè, les 34 parts”.